# Белозор
Белозо́р (лат. Parnássia) — род многолетних трав семейства Бересклетовые.

## Название
Другие названия растения: парнасская трава, болотные звёзды, осенник, перелойная трава, белоцветка болотная.
Родовое латинское имя — Parnassia — дано этому растению К. Линнеем по названию находящегося в средней части Греции Парнаса, священной горы древних греков, считавшейся местом обитания Аполлона и муз.

## Ботаническое описание

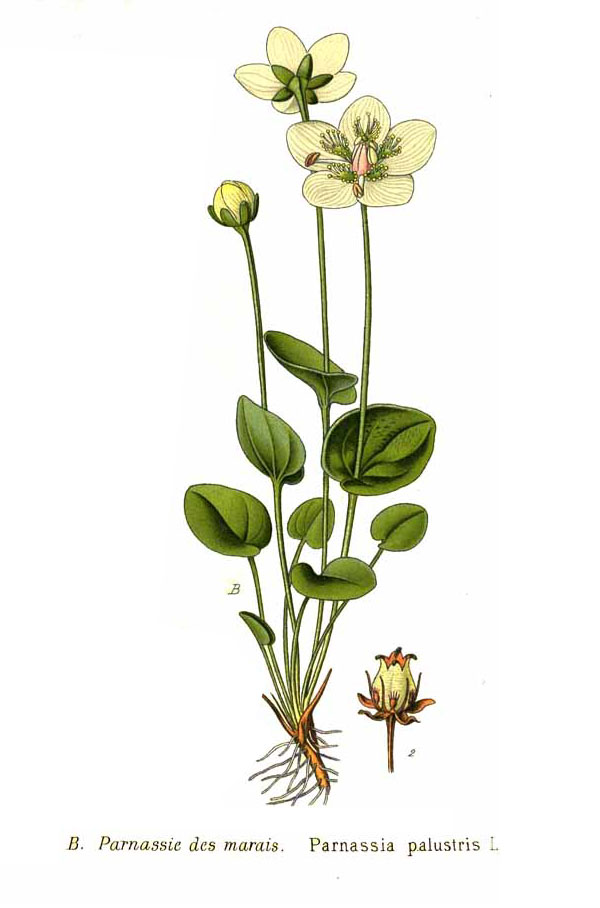
Белозор болотный.
из книги Atlas des plantes de France, 1891

Представители рода — многолетние голые травы с коротким корневищем и мочковатыми корнями.
Высота травы 2—30 см; стебли простые, иногда ветвистые, многочисленные или одиночные.
Растения, как правило, имеют черешчатые цельнокрайные прикорневые листья, образующие розетки, и сидячие стеблевые листья (у некоторых видов листья стеблеобъемлющие) без прилистников.
Цветки одиночные на верхушке стебля, обоеполые, белые. Чашелистиков и лепестков по пять. Цельнокрайные или бахромчатые по краю лепестки обычно длиннее чашелистиков. Чашелистики свободные или спаянные. Тычинок пять, чередующихся с пятью придатками-стаминодиями дланевидной формы на ножках, разделёнными на дольки и часто несущими желёзки. Пыльники яйцевидные. Завязь полунижняя, одногнёздная.
Плод — одногнёздная трёх- или четырёхстворчатая коробочка со многими мелкими семенами, прикреплёнными к стенкам.
Белозор — насекомоопыляемое растение.

## Распространение и экология
Ареал — внетропическая зона Северного полушария. Северная граница рода проходит в Арктике (70—80 º северной широты), куда заходит белозор Коцебу. Главные центры распространения рода — восточная и северо-западная часть Северной Америка. Распространён также в Европе, в Средиземноморье и в Западной Азии.
Все виды белозора — обитатели влажных лугов и даже болотистых мест низменностей и особенно высокогорий. Встречаясь иногда и на более сухих лужайках в горах, они указывают в этих случаях на присутствие грунтовых вод.

## Классификация

### Таксономическое положение
- Parnassia L., 1753, Sp. Pl. : 273

Род Белозор относится к семейству Бересклетовые (Celastraceae) порядка Бересклетоцветные (Celastrales), который включается в дочернюю кладу Фабиды, последовательно входящую в более крупные клады Розиды → Суперрозиды → Эвдикоты → Цветковые растения. Таксономическая схема в соответствии с Системой APG IV по состоянию на декабрь 2023 года:
|  |                          |  |                                   |                                   |               |  | еще 1 семейство |              |              |                                                               |
|  |                          |  |                                   |                                   |               |  |                 |              |              | 56 подтвержденных видов и 2 вида в статусе "неподтвержденных" |
|  |                          |  |                                   | порядок Бересклетоцветные         |               |  |                 |              | Белозор      |                                                               |
|  |                          |  |                                   | порядок Бересклетоцветные         |               |  |                 |              | Белозор      |                                                               |
|  | клада Цветковые растения |  |                                   |                                   | Бересклетовые |  |                 |              |              |                                                               |
|  | клада Цветковые растения |  |                                   |                                   |               |  |                 |              |              |                                                               |
|  |                          |  | ещё 63 порядка цветковых растений | ещё 63 порядка цветковых растений |               |  |                 | еще 98 родов | еще 98 родов |                                                               |
|  |                          |  |                                   | ещё 63 порядка цветковых растений |               |  |                 |              | еще 98 родов |                                                               |

### Виды
Некоторые из них:
- Полужирным шрифтом выделены виды, произрастающие на территории России и сопредельных стран.[2]

| Научное название                                                                            | Русское название, дополнительная информация |
| ------------------------------------------------------------------------------------------- | --- |
| Parnassia alpicola Makino                                                                   | Белозор альпийский. |
| Parnassia caroliniana Michx. [= Parnassia floridana Rydb.]                                  | Белозор каролинский. |
| Parnassia delavayi Franch.                                                                  | Белозор Делавэя. Северная Америка: Канада (Северо-Западные территории, Юкон, Альберта, Британская Колумбия), США (Аляска, северо-западные штаты, Нью-Мексико, Невада, Юта и север Калифорнии) |
| Parnassia fimbriata K.D.Koenig                                                              | Белозор бахромчатый. Найден в 1792 году Арчибальдом Мензисом на северо-западе Америки, на побережье Тихого океана, описан Кёнигом в 1804 году.                                                |
| Parnassia kotzebuei Cham. ex Spreng.                                                        | Белозор Коцебу. |
| Parnassia nubicola Wall. ex Arn.                                                            | Белозор облачный. |
| Parnassia palustris L.typus [syn. Parnassia parviflora DC.] [syn. Parnassia ciliata Gilib.] | Белозор болотный. Северная Африка, Евразия, Северная Америка. |